# TiVo (企業)
TiVo（ティーボ、英: TiVo Corporation）は、アメリカ・カリフォルニア州サンタクララに本社を置く企業である。日本法人TiVo株式会社は、東京都千代田区丸の内1-8-3 丸の内トラストタワーN館12階に所在する。法人番号：8010001122850。旧社名はロヴィ（Rovi Corporation）、マクロヴィジョン（Macrovision, Inc.）。
著作権で保護されたゲームソフト、映画、音楽などのコンテンツの不正な複製を防ぐ技術を次々に開発し、これまでに世界の多くの企業でその技術が採用されている。日本では、市販DVDビデオソフトなどに施されている映像信号のコピーガードで「Macrovision」の名が広く知られている。

## 歴史
- 2009年7月17日、米Macrovision Solutions Corporationが、社名を「Rovi Corporation（ロヴィ コーポレーション）」に変更[1]。
- 2010年12月12日、RoxioやDivXを保有する米Sonic Solutionsを買収[2]。
- 2012年1月18日、CorelにRoxio部門を売却[3]。
- 2014年3月31日、DivXとMainConceptのビジネスをParallax Capital PartnersとStepStone Groupへ売却[4]。
- 2015年1月9日、株式会社ペガシスが、DivX HEVCライセンスを締結[5]。
- 2016年9月8日、家庭用ビデオレコーダやSTB、モバイルデバイス向け映像配信サービスを手掛けるTiVo社を買収。同時に社名もRoviからTiVoへ変更[6]。